# Нараяна Канва
Нараяна — індійський правитель з династії Канва.